# Пандарей

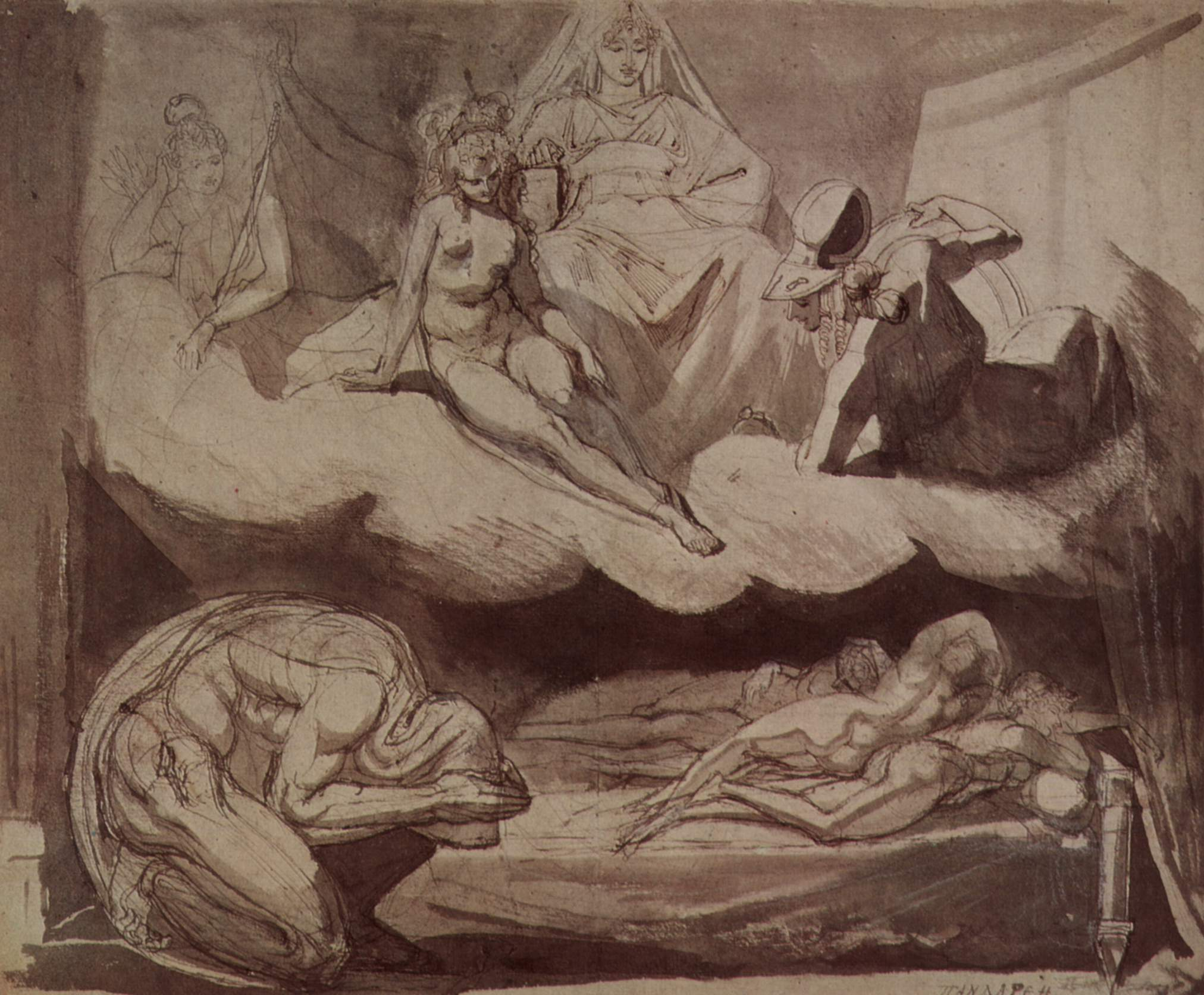
Дочки Пандарея

Пандаре́й (грец. Πανδάρεως; іноді Пандор) — син Меропа; викрав золотого пса із святині Зевса на Криті й передав його Танталові.
Розгніваний Зевс убив Пандарея і його дружину. Гера, Афіна, Афродіта й Артеміда виховували осиротілих молодших дочок Пандарея — Клеотеру і Меропу, однак дівчаток викрали гарпії й передали ериніям як служниць.
Одна з старших дочок його Аедона.